# Geórgiosz Szünkellosz
Geórgiosz Szünkellosz (Γεώργιος Σύγκελλος, Jeórjiosz Szingelosz, ? – 810) bizánci krónikás és szerzetes.

## Élete és műve
Életének első felében Palesztinában élt, majd Konstantinápolyba ment, ahol Eiréné császárné Tarasius konstantinápolyi pátriárka mellé nevezte ki szünkellosznak (cellatársnak), ami körülbelül egy bizalmas titkári pozíciónak felelt meg. Ezzel egyidejűleg az uralkodónak is jelentett a pátriárka tevékenységéről. Bár a szünkelloszi méltóság ugródeszkául szolgált fontosabb püspöki pozíciók, vagy akár a pátriarchai poszt betöltéséhez, élete végén Géorgiosz ismét kolostorba vonult vidékre, ahol hozzákezdett Ekloge chronographias (ógörögül: Ἐκλογὴ Χρονογραφίας) azaz Kronográfiai kivonat című művének megírásához. Döntésében valószínűleg az is közrejátszott, hogy meggyanúsították, hogy részt vett I. Niképhorosz császár elleni összeesküvésben.
Műve elsősorban egy kronológiai táblázat: az egyes eseményeket szigorúan időrendben közli, hosszabb kifejtés nélkül, bár időnként megjegyzést fűzve hozzájuk. Erénye emiatt elsősorban abban áll, hogy korábbi szerzők munkáját megőrizte az utókornak. Művét többen folytatták, illetve felhasználták. Barátja, Hitvalló Szent Theophanész görögül folytatta, Anastasius Bibliotecarius pedig latin krónikát írt belőle.

## Személye aRégi tudós világ históriájában

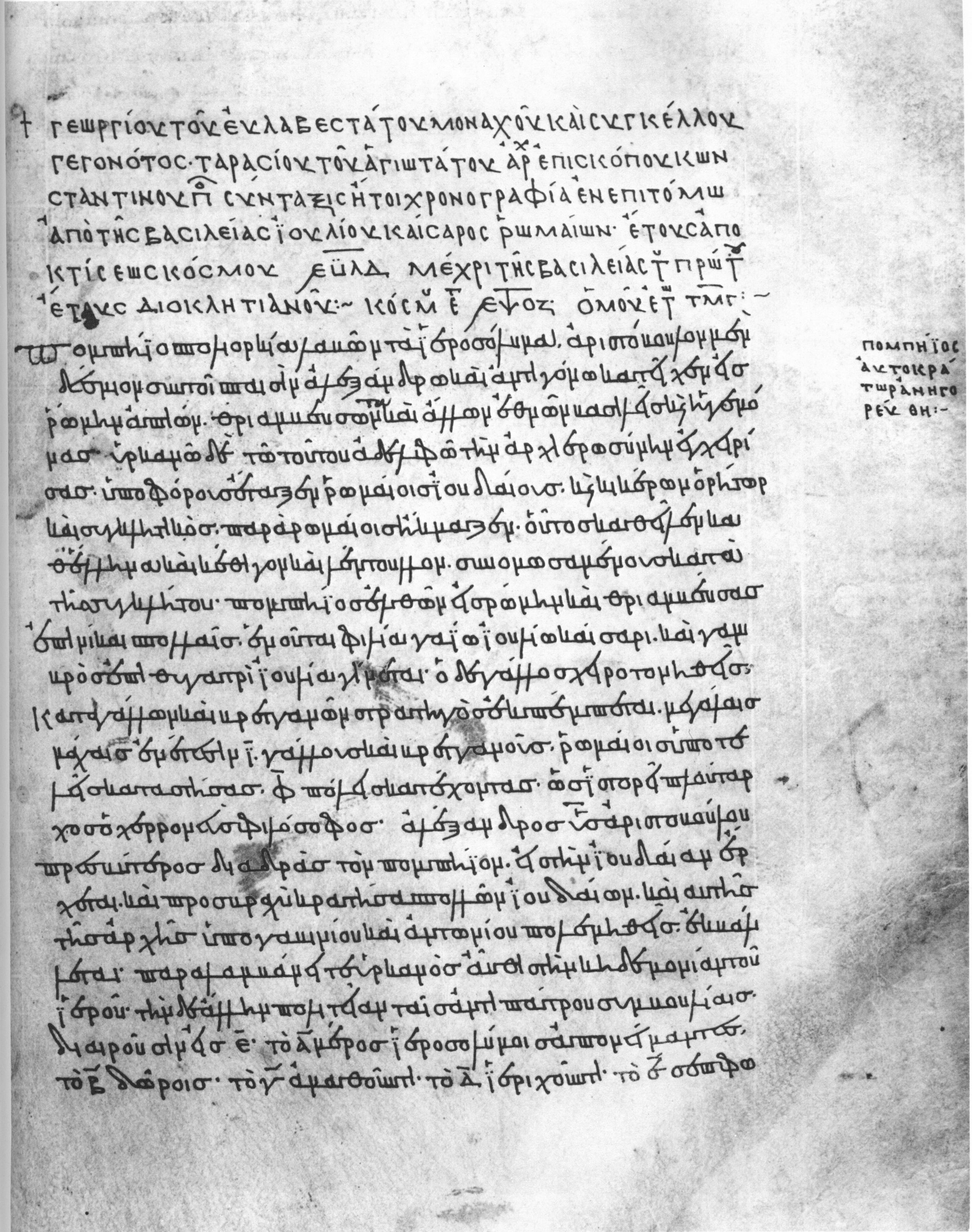
Geórgiosz Szünkellosz világkrónikájának egy lapja, 9. század

Budai Ézsaiás teológus és történetíró a Régi tudós világ históriája című 1802-es, Debrecenben megjelent nagy tudós-lexikonában a következőket írja Szünkelloszról:

„
GEORGIUS SYNCELLUS, Cyprusból, Constantzinápolyi Szerzetes és Apatur; élt a’ VIII-dik század vége felé. A’ Syncellus nevet attól a’ hivataltól vette, mellyet a’ Constantzinápolyi Patriarcha Tarasius mellett, mint annak Vitzéje és Secretariussa, viselt. Mert az ollyan Papi személy, a’ ki a’ Püspök mellett ’s azzal egy szobábann (quasi in eaden cella) lakott, hogy akárminémű dologbann segítségre lehessenː Syncellusnak hívattatott. Írt Chronographiát, vagy is, Kronikát, mellyett Ádámonn kezdett, és Diocletianusig vitt le. Leginkább Eusebiust követte (kiről láss oda alább az Ekklésiai Ranítók közt); a’ mit maga adott hozzá, vagy igazított rajtaː igen kevés.
”

## Kronográfia művéből
Várkonyi Nándor Sziriat oszlopai című művében így említi meg Szünkelloszt és művét: „Egy zsidó monda szerint a vízözön után Kainán, e néven a második, Arphaxad fia, Sém unokája, Noah ükunokája, megtalálta őket, „leírta” (megfejtette) tartalmukat, és fiaira örökítette. – Georgiosz Szünkellosz bizánci krónikás is följegyezte Chronographiá-jában ezt az egyiptomi-zsidó hagyományt: szerinte Manetho, a nagy egyiptomi tudós pap, történelmét az oszlopokról vette. Manetho (Man-Thot, azaz Thot Kegyeltje, Kr. e. III. sz.) csakugyan megemlékezik forrásáról, Séth, vagyis Thot oszlopairól: ezek „…Szeriada földjén állanak, és Thot, az első Hermész, minden tudományt felvésett rájuk a szent nyelven és a szent jelekkel, a második Hermész fia azonban a vízözön után a rendes betűkkel közhasználatú írásra változtatván, könyvekbe foglalta őket, és Egyiptom templomaiban elhelyezte.” (Thot volt ugyanis az egyiptomi Séth: az égi tudományok birtokosa és tanítója, az írás feltalálója, görög nevén Hermész.)”

## Fordítás
- Ez a szócikk részben vagy egészben  a   George Syncellus című angol Wikipédia-szócikk ezen változatának fordításán alapul.  Az eredeti cikk szerkesztőit annak laptörténete sorolja fel. Ez a jelzés csupán a megfogalmazás eredetét és a szerzői jogokat jelzi, nem szolgál a cikkben szereplő információk forrásmegjelöléseként.